# فيبي مار
فيبي مار (21 سبتمبر 1931-)، هي أستاذة أمريكية متقاعدة وتعتبر من المورخين البارزين بتاريخ العراق الحديث وشغلت منصب أستاذة بحث في جامعة الدفاع الوطني قبل تقاعدها، وكذلك عملت كأستاذة تاريخ في جامعة تينيسي وجامعة ستانيسلاوس في كاليفورنيا. بين عامي 1999 و2000 شغلت مار منصب زميل في مركز وودرو ويلسون للدراسات الدولية في واشنطن العاصمة.
شاركت بالعديد من الحوارات الإعلامية التي تخص العراق وكتبت العديد من المقالات عن العراق والشرق الأوسط. كذلك تعمل كعضو استشاري في مجلس محرري نشرة الشرق الأوسط.

## المؤلفات
“تاريخ العراق الحديث” نسخة منقحة 2004 و2012

## التحصيل العلمي
حاصلة على شهادة الدكتوراه في تاريخ الشرق الأوسط من جامعة هافارد وشهادة الماجستير في دراسات الشرق الأوسط من كلية رادكلف